# Record de France de natation dames du 4 × 50 mètres 4 nages
Progression du record de France de natation sportive dames pour l'épreuve du 4 × 50 mètres 4 nages (en bassin de 25 mètres uniquement).

## Bassin de 25 mètres
| Temps         | Laps    | Athlète                   | Naissance | Âge | Club                            | Compétition               | Lieu     | Date             |
| ------------- | ------- | ------------------------- | --------- | --- | ------------------------------- | ------------------------- | -------- | ---------------- |
| 1 min 49 s 15 |         |                           |           |     |                                 | Championnats d'Europe     | Helsinki | 9 décembre 2006  |
|               | 27 s 17 | Laure Manaudou            | 1986      | 20  |                                 |                           |          |                  |
|               | 31 s 39 | Anne-Sophie Le Paranthoën | 1977      | 29  |                                 |                           |          |                  |
|               | 26 s 43 | Alena Popchanka           | 1979      | 28  |                                 |                           |          |                  |
|               | 24 s 16 | Malia Metella             | 1982      | 25  |                                 |                           |          |                  |
| 1 min 48 s 39 |         |                           |           |     |                                 | Championnats d'Europe (f) | Debrecen | 15 décembre 2007 |
|               | 27 s 13 | Laure Manaudou            | 1986      | 21  |                                 |                           |          |                  |
|               | 30 s 96 | Anne-Sophie Le Paranthoën | 1977      | 30  |                                 |                           |          |                  |
|               | 26 s 25 | Alena Popchanka           | 1979      | 28  |                                 |                           |          |                  |
|               | 24 s 05 | Malia Metella             | 1982      | 25  |                                 |                           |          |                  |
| 1 min 47 s 70 |         |                           |           |     |                                 | Championnats d'Europe (f) | Chartres | 25 novembre 2012 |
|               | 27 s 04 | Laure Manaudou            | 1986      | 26  | Cercle des nageurs de Marseille |                           |          |                  |
|               | 31 s 01 | Fanny Babou               | 1989      | 23  |                                 |                           |          |                  |
|               | 25 s 33 | Mélanie Henique           | 1992      | 20  | Amiens Métropole Natation       |                           |          |                  |
|               | 24 s 32 | Anna Santamans            | 1993      | 19  | Olympic Nice Natation           |                           |          |                  |